# Brittiska F3-mästerskapet 1997
Brittiska F3-mästerskapet 1997 var ett race som vanns av Jonny Kane.

## Slutställning
| Plats | Förare            | Poäng |
| ----- | ----------------- | ----- |
| 1     | Jonny Kane        | 199   |
| 2     | Nicolas Minassian | 183   |
| 3     | Peter Dumbreck    | 149   |
| 4     | Mark Webber       | 131   |
| 5     | Enrique Bernoldi  | 127   |
| 6     | Mario Haberfeld   | 108   |